# Sophomore
Sophomore is het tweede studioalbum van Nick D'Virgilio, Neal Morse en Ross Jennings.

## Inleiding
Opnieuw lag de nadruk van de heren op de driestemmige samenzang in de trant van Crosby, Stills & Nash. Close harmony met folk en country-invloeden.

## Musici
- Nick D'Virgilio – zang, drumstel, percussie, akoestische en elektrische gitaar, basgitaar, ukelele
- Neal Morse – zang, akoestische en elektrische gitaar, basgitaar, slide-gitaar, toetsinstrumenten talk box
- Ross Jennings – zang, akoestische en elektrische gitaar, ebow, basgitaar, toetsinstrumenten, xylofoon

Met
- Yulia Jennings – zang (Weighs me down)
- Sophia D'Virgilio – zang (Weighs me down)
- Gideon Klein – pedal steel guitar (Right where you should be), strijkers (The weary one)

## Muziek
| Nr. | Titel                                                | Duur |
| --- | ---------------------------------------------------- | ---- |
| 1.  | Hard to be easy (Morse)                              | 5:10 |
| 2.  | Linger at the edge of my memory (D’Virgilio, Hooper) | 5:05 |
| 3.  | Tiny little fires (Jennings)                         | 3:33 |
| 4.  | Right where you should be (Morse)                    | 3:43 |
| 5.  | The weary one (Morse)                                | 4:46 |
| 6.  | Mama (D’Virgilio)                                    | 3:53 |
| 7.  | I’m not afraid (D’Virgilio)                          | 3:58 |
| 8.  | Weighs me down (Jennings)                            | 4:12 |
| 9.  | Walking on water (Jennings)                          | 5:19 |
| 10. | Anywhere the wind blows (Morse)                      | 4:29 |
| 11. | Right where you should be (alternatieve versie)      | 3:43 |
| 12. | The weary one (alternatieve versie)                  | 4:40 |